# فلورنسا روبرت
فلورنسا روبرت (بالفرنسية: Florence Baverel-Robert )‏ (و. 1974  م) هي متسابقة بياثل فرنسية، شاركت في الألعاب الأولمبية الشتوية 2006، والبياثلون في الألعاب الأولمبية الشتوية 2006 – سيدات عدو ‏، والبياثلون في الألعاب الأولمبية الشتوية 2006 – سيدات تناوب ‏.

## جوائز
حصلت على جوائز منها:
- وسام جوقة الشرف من رتبة فارس.

## روابط خارجية
- فلورنسا روبرت على موقع IBU (الإنجليزية)
- فلورنسا روبرت على موقع الاتحاد الدولي للتزلج (التزلج الريفي) (الإنجليزية)
- فلورنسا روبرت على موقع اللجنة الأولمبية الدولية (الإنجليزية)
- فلورنسا روبرت على موقع أوليمبيديا (الإنجليزية)